# Шишканинец, Василий Васильевич
Василий Васильевич Шишканинец (укр. Василь Васильович Шишканинец; псевдоним — «Бор»;) — украинский военный деятель, поручик УПА, адъютант Мартина Мизерного «Рена», командир сотни «Ударники-3».

## Биография
Старший сын в семье Василия Шишканинца и Анастасии Кожан.
Начальное образование получил в Лавочном, продолжил обучение в Полеводческой школе в Жабье (ныне Верховина).
По окончании обучения вернулся домой, стал активистом «Просвиты» и членом ОУН.
В 1939 вступил в ряды «Карпатской Сечи». После поражения Карпатской Украины попал на некоторое время в венгерскую тюрьму.
С приходом советской власти в Западной Украине (сентябрь 1939) бежал на Лемковщину, где возглавил полицейский отдел в селе Команча.
Со временем гестаповцы обнаружили его принадлежность к ОУН и бросили в тюрьму, откуда он вскоре сбежал.
Во 2-й половине 1944 вступил в ряды УПА. Принимал активное участие в формировании куреня «Лемковщина-Запад», был адъютантом куренного «Рена». Сотня «Бора» принимала участие в резне в Балигороде
В марте 1945 провел большой бой в Струбовиськах, во время которого убили командира штурмовой роты НКВД капитана Головенко.
В начале 1947 «Бор» вместе со Степаном Стебельским-«Хреном» имели большой бой с дивизией Войска польского в районе сел Среднее Большое - Луков - Хоцень.
В феврале 1947 «Бор» попал в польское окружения. Уничтожив около 180 врагов, его сотня успешно вырвалась из него.
1 апреля 1947 устроил засаду на шоссе Балигород-Тесная, во время которой были убиты 32 польских солдат и офицеров.
17 июня 1947 отделы «Бора» и «Хрена» вместе прорвались через польско-советскую границу и перешли на территорию УССР, 12 человек из состава его сотни оказались в Словакии, где 10 из них попало в плен, а 2 погибло.
Погиб 28 февраля 1948 во время облавы советских войск в Майданских лесах между селами Завадка, Росохач и Багноватое. Перезахоронен вместе с другими повстанцами 1991 года на кладбище поселка Борыня.